# Khor Virap
Khor Virap (en armeni Խոր Վիրապ, amb el significat de 'fossa profunda') és un monestir armeni de la plana de l'Ararat, situat a poca distància del riu Araxes, que fa de frontera entre Armènia i Turquia.
Khor Virap està situat en un turó de la localitat de Lussarat. Ierevan, la capital i ciutat més poblada d'Armènia, està situada a uns 30 quilòmetres al nord. El monestir està envoltat de pastures i vinyes, i s'alça a poc més d'un quilòmetre de distància de la frontera turco-armènia, que roman tancada per una tanca feta de filferro de punxes.
Aquest emplaçament coincideix amb l'antiga capital Armènia d'Artàxata, fundada el 180 aC pel rei Artaxes I. El monestir és cèlebre perquè, en unes catacumbes situades al mateix lloc que l'actual edifici, el rei Tiridates III hi va tenir tancat 13 anys Gregori l'Il·luminador, actual patró del país i responsable de convertir Armènia en el primer país cristià del món l'any 301 dC En aquest mateix indret, sobre les esmentades catacumbes, l'any 642 el catholicos Nerses III hi va construir una capella per honorar Sant Gregori l'Il·luminador, i una altra, anomenada "Sant Astvatsatsin", al segle xvii. Ambdues capelles han sofert grans desperfectes al llarg dels segles, a causa de terratrèmols, però sempre han sigut reconstruïdes. El monestir de Khor Virap és molt popular entre pelegrins, pel seu valor religiós, i també entre els locals i els turistes, gràcies a les seves espectaculars vistes del mont Ararat (situat avui en dia a Turquia, anomenat en turc Ağrı Dağı). L'any 2016, el Papa Francesc, juntament amb el catholicos Karekin II van visitar el monestir i van alliberar dos coloms com a gest de pau entre pobles (en al·lusió als conflictes entre Armènia i els seus veïns, Turquia i Azerbaijan).

Khor Virap
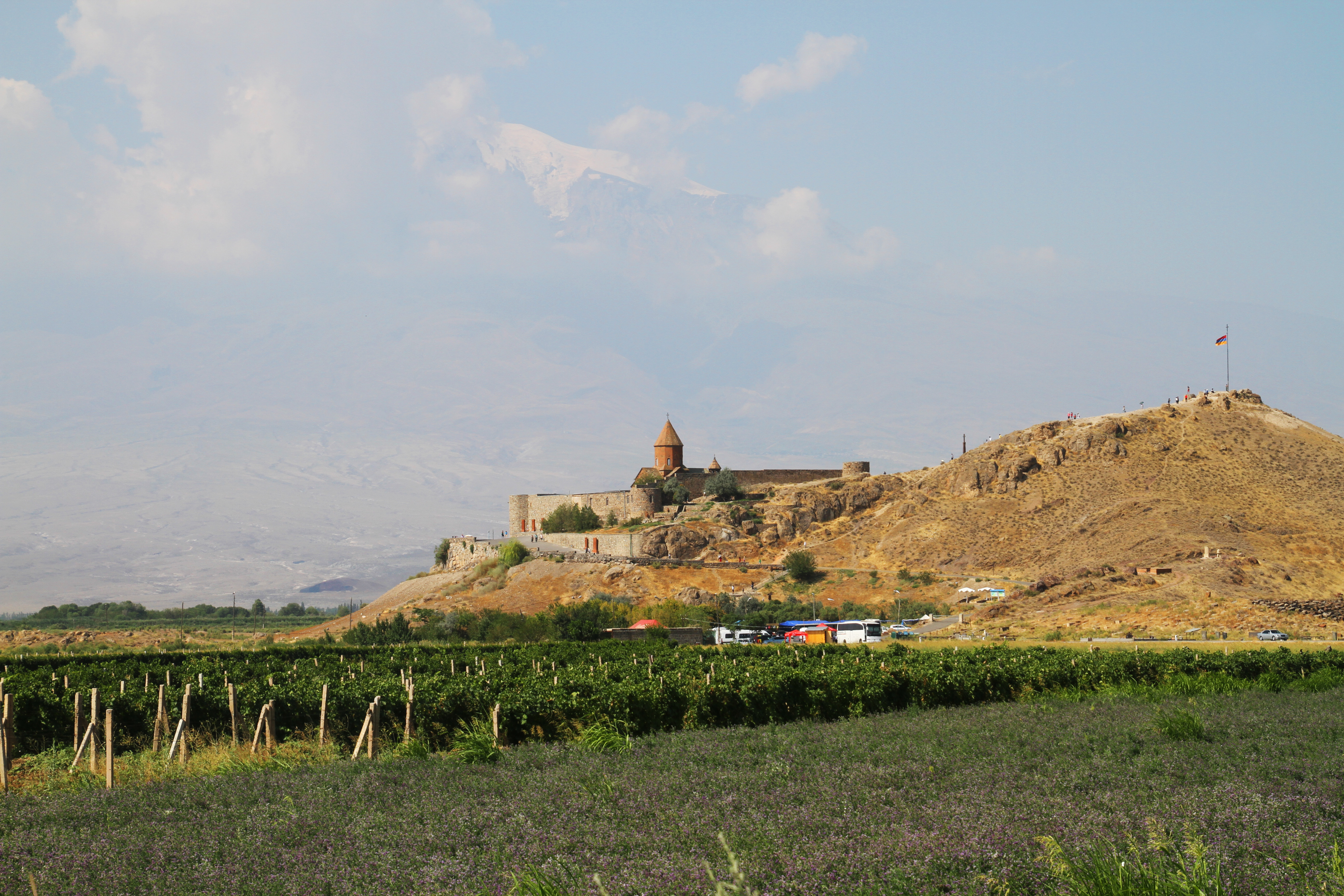
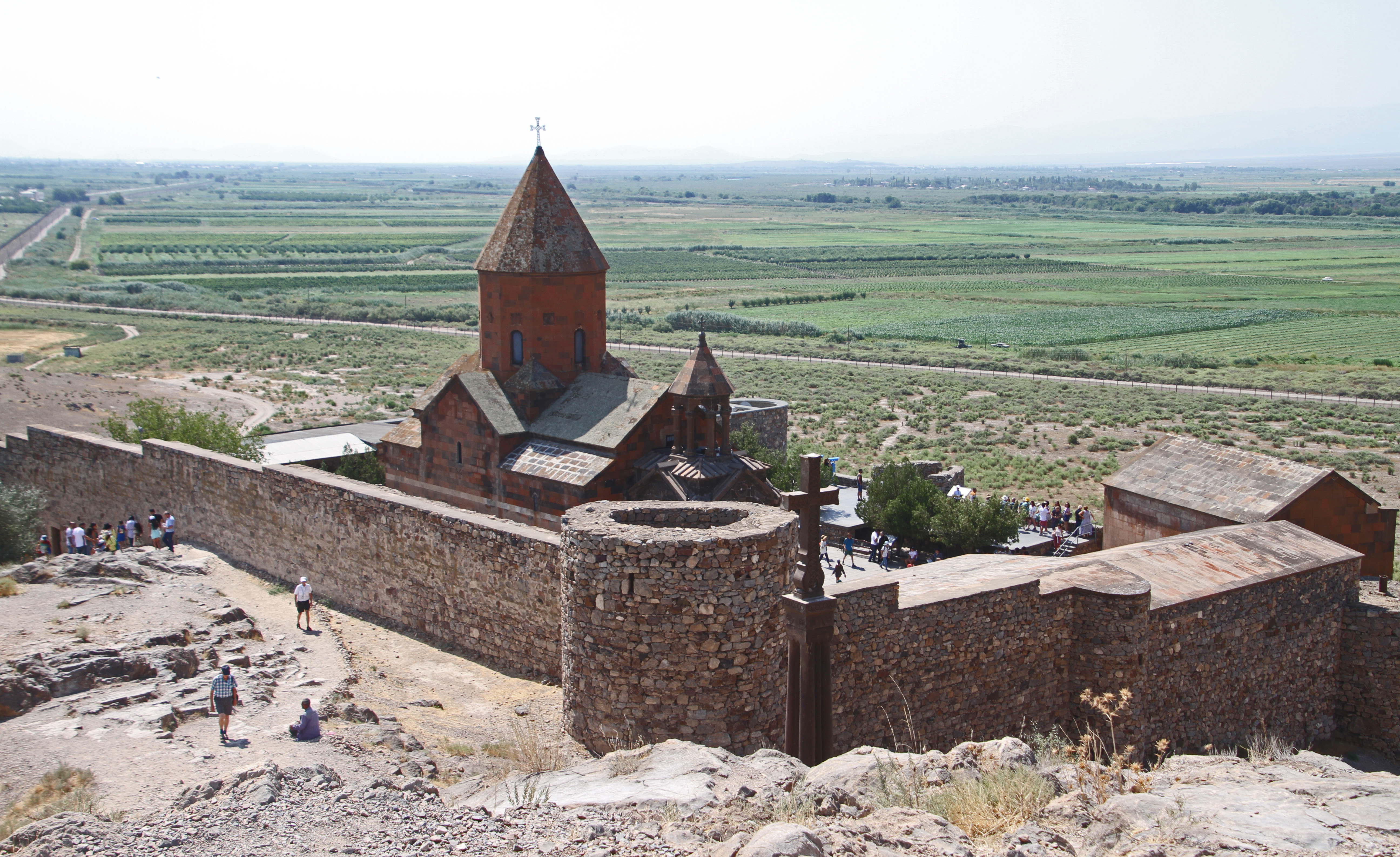
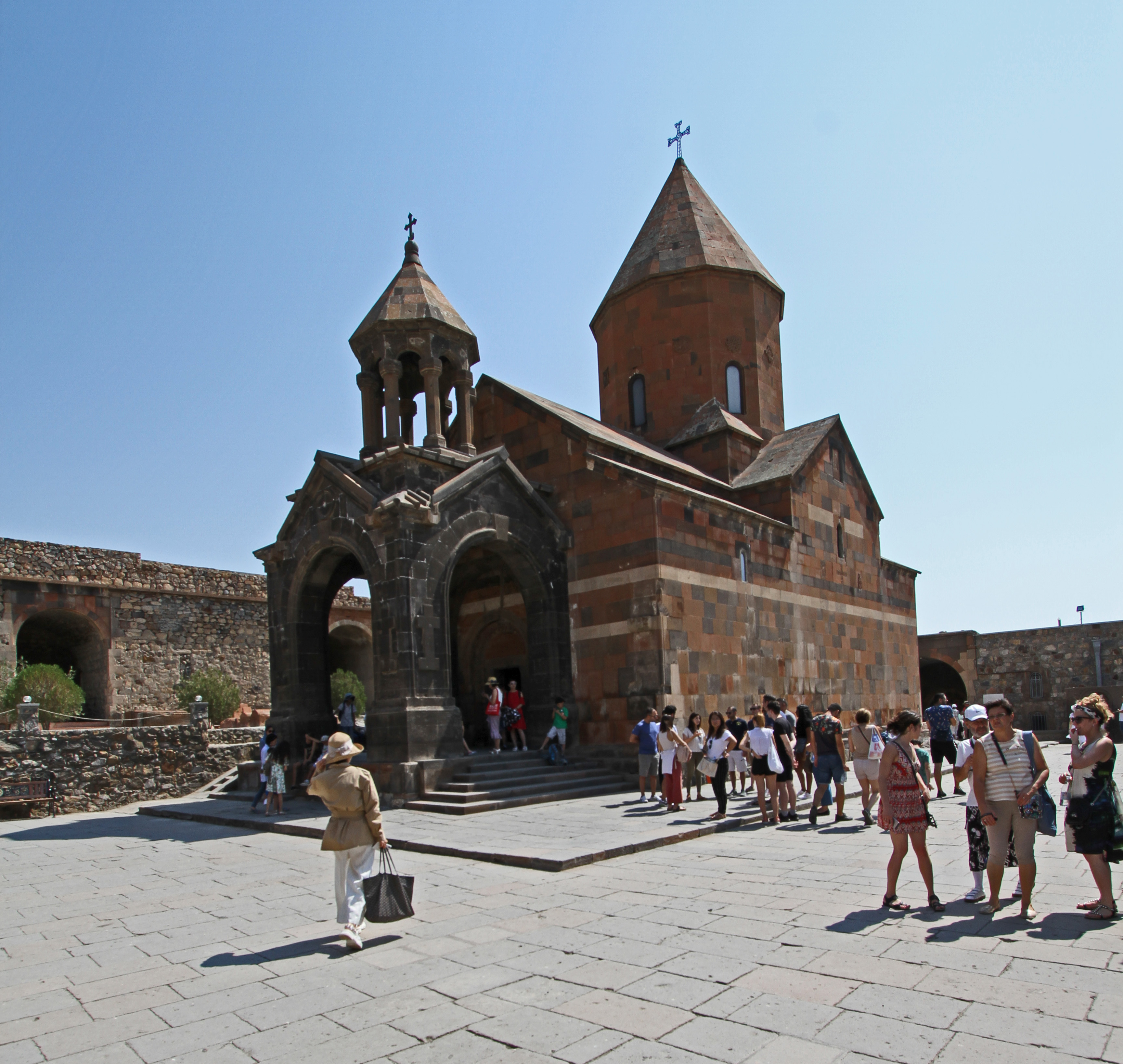
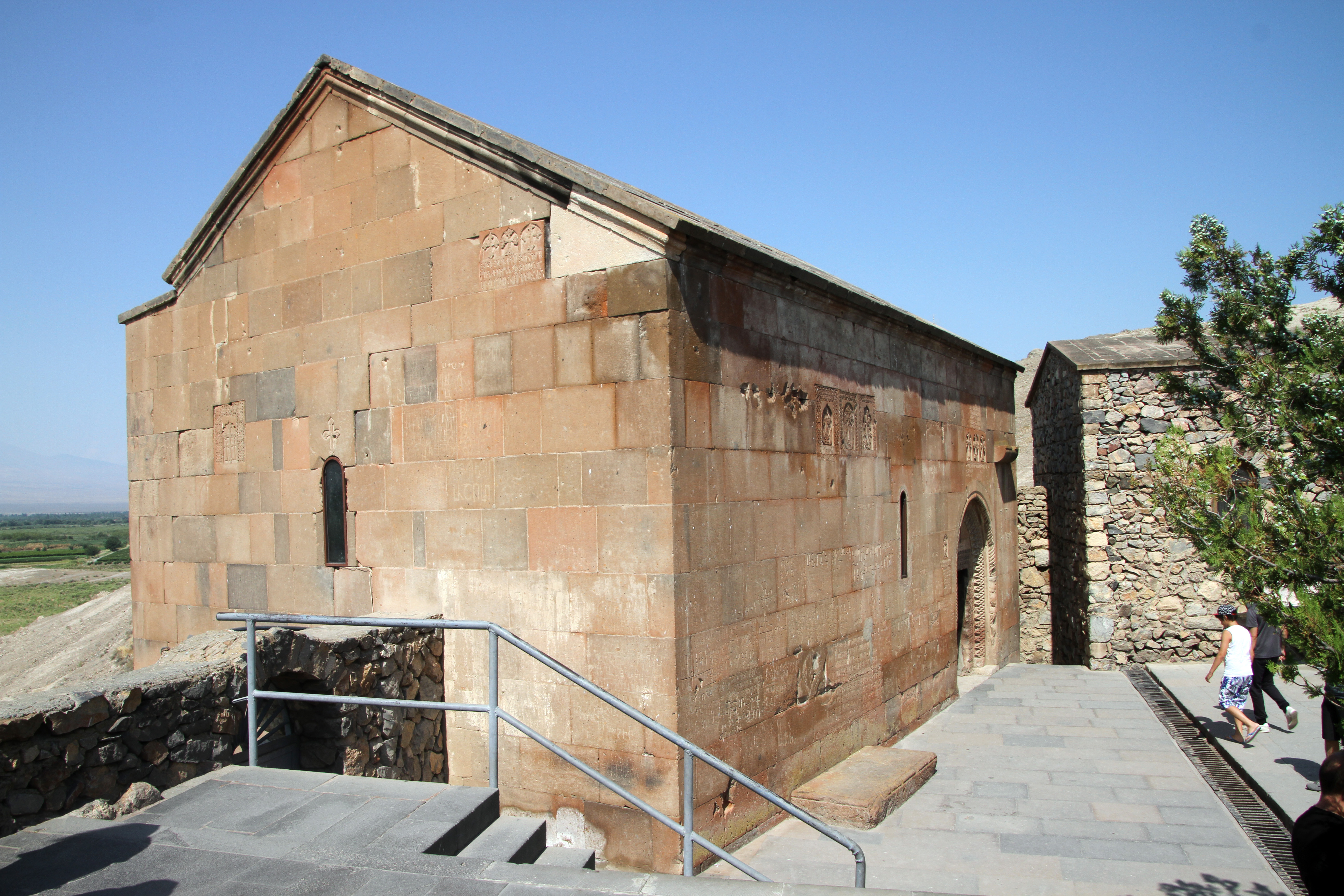
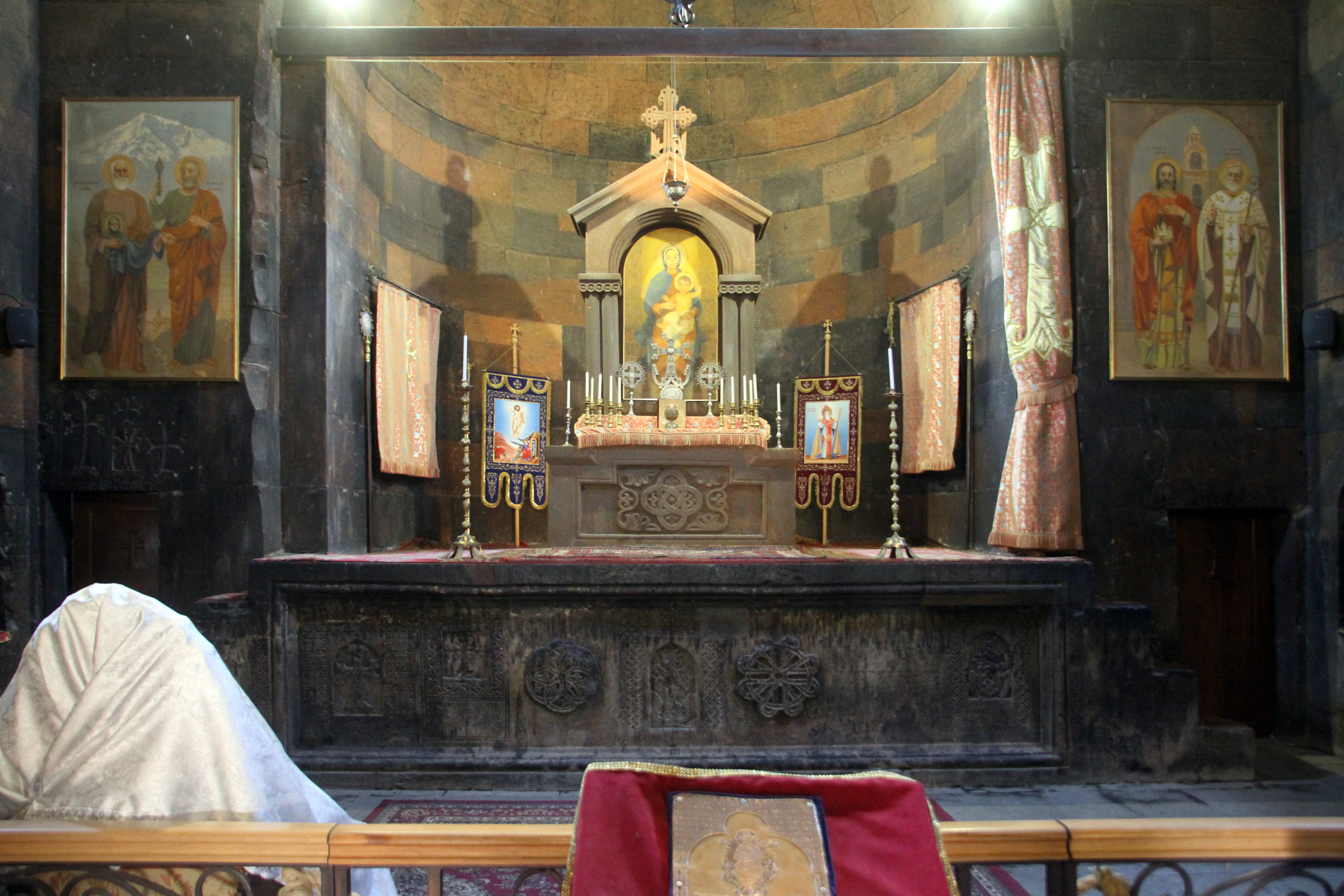
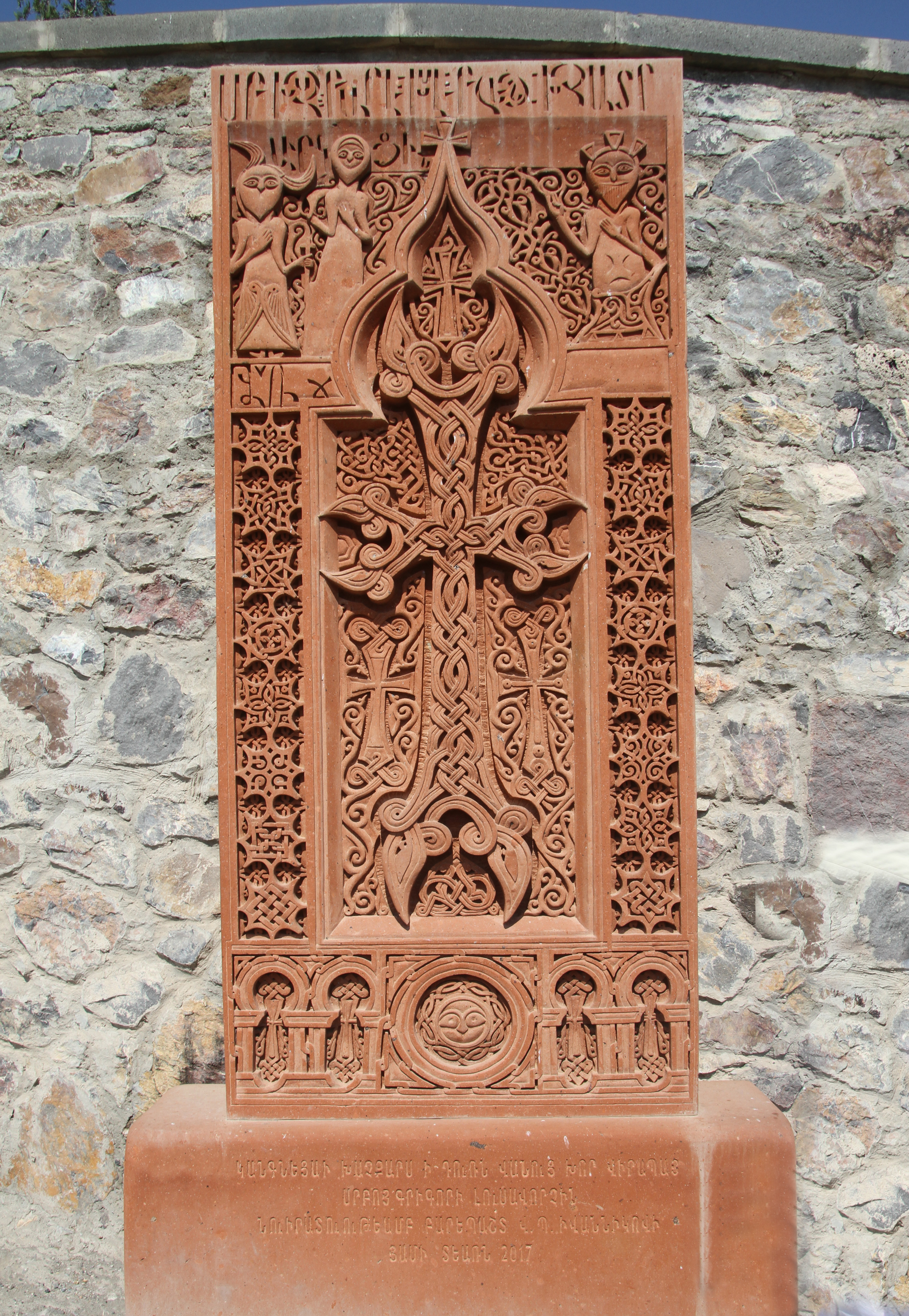